# Fernando Lazcano Echaurren
Fernando Liborio Lazcano Echaurren (Santiago, 23 de julio de 1848-30 de agosto de 1920) fue un abogado y político chileno, de tendencias liberales.

## Familia y estudios

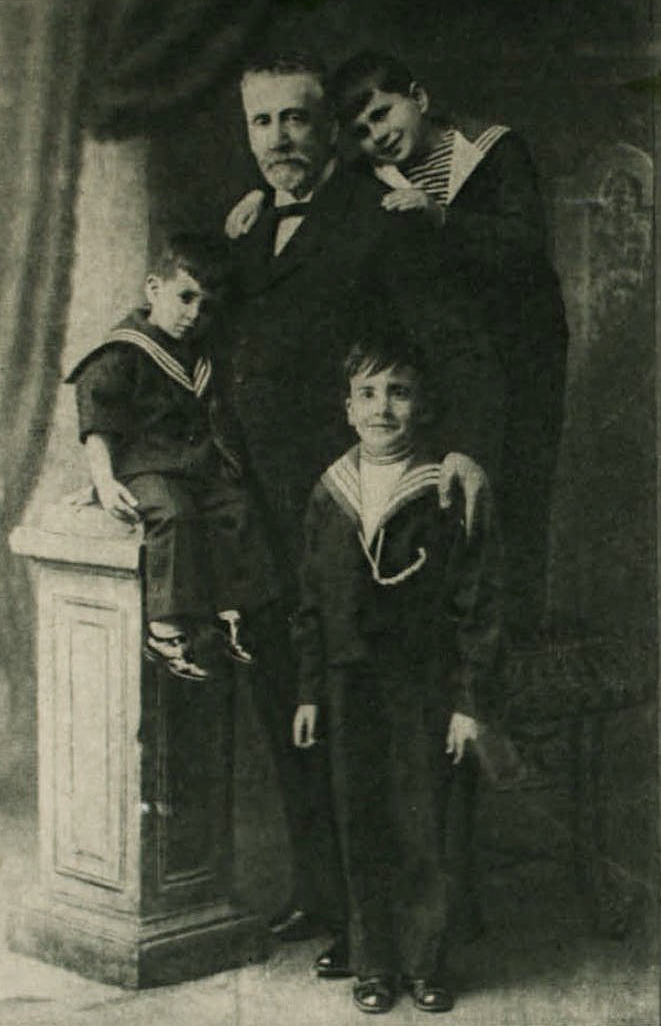
Fernando Lazcano y sus nietos en 1919.

Hijo del exdiputado y ministro Fernando Lazcano Mujica y de Dolores Echaurren Larraín. Fue hermano de Prudencio Lazcano Echaurren; intendente de Santiago y diputado.
Hizo sus estudios en el Colegio San Ignacio e Instituto Nacional, y cursó Leyes en la Universidad de Chile, donde obtuvo el título de abogado en 1871.
Estuvo casado desde 1873 con Emilia Errázuriz Echaurren, hermana del presidente Federico Errázuriz Echaurren, con quien tuvo siete hijos. 
Como muchos personajes políticos de la época, Lazcano también se constituyó como terrateniente, siendo en 1874 el agricultor con la propiedad más cara de la Provincia de Curicó. La hacienda Guaico, ubicada al oriente de Romeral, poseía una renta de 20 000 pesos y 10 200 cuadras de terreno. Ésta era trabajada por 70 personas, quienes tenían a su cargo el cuidado de 9250 cabezas de ganado (8 mil vacunos, 450 caballares y 800 ovejas) y la producción de 5000 fanegas de trigo, además de maíz, frijoles, arvejas, papas, entre otros cultivos.

## Vida política

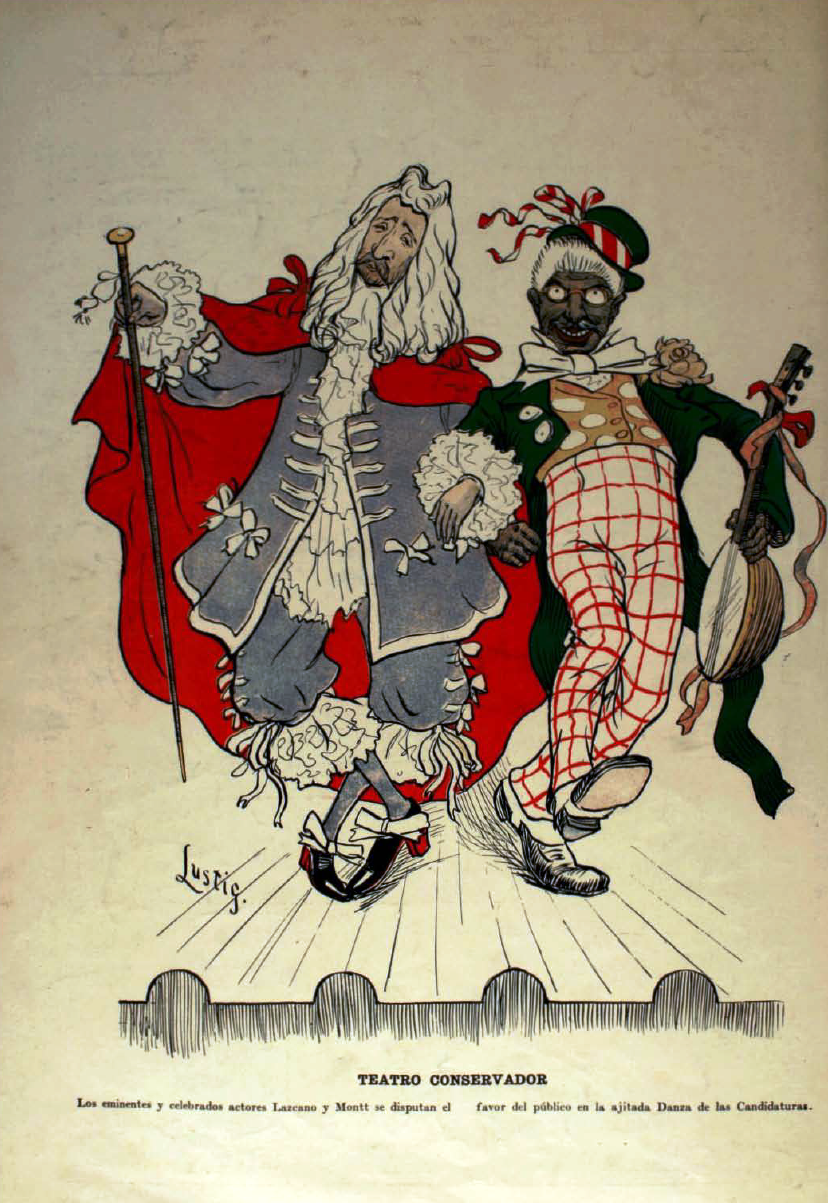
Caricatura de Pedro Subercaseaux que muestra a Lazcano y Pedro Montt, en la disputa electoral de 1906.

Fue elegido diputado por el departamento de Curicó entre 1873-1876 (se incorporó en propiedad, por haber optado por Ovalle el diputado propietario electo Guillermo Matta Goyenechea) y, 1876-1879. En 1891 elegido diputado por Santiago al Congreso Constituyente, y en marzo de 1894 salió electo senador de la República, en representación de Curicó, ocupando este cargo en los cinco períodos consecutivos (1894-1924). Fue senador reemplazante en la Comisión Permanente de Hacienda e Industria e integró la Comisión Permanente de Educación y Beneficencia. Fue miembro de la Comisión Conservadora para el receso 1897-1898; 1898-1899 y 1899-1900. En su último período integró la Comisión Permanente de Gobierno y Elecciones; la de Relaciones Exteriores y la de Policía Interior. Miembro de la Comisión Conservadora para el receso 1920-1921.
Fue elegido vicepresidente de la Cámara del Senado (1894) y presidente del mismo (1897, 1900, 1903 y 1919). 
Fue candidato a la presidencia de Chile en las elecciones de 1906 apoyado por su partido, el Liberal, que se encontraba al interior de la Coalición. Sin embargo fue vencido por Pedro Montt, que esta vez fue llevado a la victoria por la Alianza Liberal. Obtuvo 97 votos de 261 electores, lo que le correspondió cerca del 37% de las preferencias.
Falleció en el recinto del Senado, en circunstancias en que se aprestaba para presidir el Tribunal de Honor que se designó para dirimir la elección entre Arturo Alessandri Palma y Luis Barros Borgoño, el 30 de agosto de 1920. Se dice que tres días antes, tuvo una agria discusión con Alessandri en circunstancias que ambos se encontraron en la Caja de Crédito Hipotecario, donde Lazcano lo había tildado de bolchevique y sovietista.